# Dreamcast-játékok listája
Ez az oldal a Dreamcast konzolra kiadott számítógépes játékok és szoftverek listáját tartalmazza.
Hasonló témában lásd még:
- Dreamcast demók listája
- Dreamcast internetes játékok listája
- Törölt Dreamcast játékok

| Ábécé szerinti tartalomjegyzék                      |
| --------------------------------------------------- |
| A B C D E F G H I J K L M N O P Q R S T U V W X Y Z |

| Cím                                                                         | Év   | Fejlesztő                                           | Kiadó                             | Régió       |
| --------------------------------------------------------------------------- | ---- | --------------------------------------------------- | --------------------------------- | ----------- |
| 4 Wheel Thunder                                                             | 2001 | Kalisto Entertainment                               | Midway Games                      | EU          |
| 4x4 Evolution                                                               | 2000 | Terminal Reality                                    | Gathering of Developers           | EU          |
| 18 Wheeler: American Pro Trucker                                            | 2001 | Sega AM-2                                           | Sega                              | EJU         |
| 90 Minutes Sega Championship Football                                       | 2001 | Sega                                                | Sega                              | E           |
| 102 Dalmatians: Puppies to the Rescue                                       | 2000 | Crystal Dynamics                                    | Eidos Interactive                 | EU          |
| Advanced Daisenryaku: Europe no Arashi - Doitsu Dengeki Sakusen             | 2000 | SystemSoft Alpha                                    | Sega                              | J           |
| Advanced Daisenryaku 2001                                                   | 2001 | SystemSoft Alpha                                    | Sega                              | J           |
| Aero Dancing: Secret Mission Disk                                           | 2000 | CRI Middleware                                      | CRI Middleware                    | J           |
| Aero Dancing featuring Blue Impulse                                         | 1999 | CRI Middleware                                      | CRI Middleware                    | J           |
| Aero Dancing F                                                              | 2000 | CRI Middleware                                      | CRI Middleware                    | J           |
| Aero Dancing F: Tsubasa's First Flight                                      | 2000 | CRI Middleware                                      | CRI Middleware                    | J           |
| Aero Dancing i                                                              | 2001 | CRI Middleware                                      | CRI Middleware                    | J           |
| Aero Dancing i: Jikai Sakuma de Machite Masen                               | 2001 | CRI Middleware                                      | CRI Middleware                    | J           |
| AeroWings                                                                   | 1999 | CRI Middleware                                      | CRI Middleware                    | EU          |
| AeroWings 2: Airstrike                                                      | 2000 | CRI Middleware                                      | CRI Middleware                    | EU          |
| After... ~Wasureemu Kizuna~                                                 | 2004 | Ciel                                                | Pionesoft                         | J           |
| Air                                                                         | 2001 | Key                                                 | Interchannel                      | J           |
| Airforce Delta                                                              | 1999 | Konami                                              | Konami                            | JU          |
| Akihabara Dennou Kumi Pata Pies!                                            | 1999 | Sega                                                | Sega                              | J           |
| Alien Front Online                                                          | 2001 | WOW Entertainment                                   | Sega                              | U           |
| Alone in the Dark: The New Nightmare                                        | 2001 | Darkworks                                           | Infogrames                        | EU          |
| Alumni 2: Again & Refrain                                                   | 2002 | Interchannel                                        | Interchannel                      | J           |
| Angel Present                                                               | 2001 | Interchannel                                        | Interchannel                      | J           |
| Angel Wish: You have to smile smooch!                                       | 2005 | Pionesoft                                           | Pionesoft                         | J           |
| Animastar                                                                   | 2000 | Asmik Ace Entertainment                             | Aki Corporation                   | J           |
| Aqua GT                                                                     | 2001 | East Point Software                                 | Take-Two Interactive              | E           |
| Armada                                                                      | 1999 | Metro3D, Inc.                                       | Metro3D, Inc.                     | U           |
| Army Men: Sarge's Heroes                                                    | 2000 | 3DO                                                 | Midway Games                      | EU          |
| Atari Anniversary Edition                                                   | 2001 | Digital Eclipse                                     | Infogrames                        | U           |
| Atsumare! Guru Guru Onsen                                                   | 1999 | Sega                                                | Sega                              | J           |
| Baldr Force\|Baldr Force EXE                                                | 2004 | Baldrhead                                           | Alchemist                         | J           |
| Bang! Gunship Elite                                                         | 2000 | RayLand                                             | Red Storm Entertainment           | U           |
| Bangai-O                                                                    | 1999 | Treasure                                            | Entertainment Software Publishing | EU          |
| Bass Rush: ECOGEAR PowerWorm Championship                                   | 2000 | Visco Corporation                                   | Visco Corporation                 | J           |
| Battle Beaster                                                              | 2001 | Studio Wonder Effect                                | Studio Wonder Effect              | J           |
| Berserk Millennium Falcon Arc: Chapter of the Oblivion Flower               | 1999 | Yuke's                                              | ASCII Corporation                 | J           |
| Berserk Millennium Falcon Arc: Chapter of the Oblivion Flower-Trial Edition | 1999 | Yuke's                                              | ASCII Corporation                 | J           |
| Bikkuriman 2000 - Viva! Festival!                                           | 2000 | Sega Toys                                           | Sega Toys                         | J           |
| Biohazard – CODE: Veronica – Complete                                       | 2001 | Capcom                                              | Capcom                            | J           |
| Biohazard – CODE: Veronica – Trial Edition                                  | 2000 | Capcom                                              | Capcom                            | J           |
| Biohazard 2: Value Plus                                                     | 1999 | Capcom                                              | Capcom                            | J           |
| Bird Cage Kapitel 1: Keiyaku                                                | 1999 | Sega                                                | Sega                              | J           |
| Bird Cage Kapitel 2: Torikago                                               | 1999 | Sega                                                | Sega                              | J           |
| Bird Cage Kapitel 3: Kanse                                                  | 2000 | Sega                                                | Sega                              | J           |
| Bird Cage Kapitel 4: Kaikou                                                 | 2000 | Sega                                                | Sega                              | J           |
| Bird Cage Kapitel 5: Shokuzai                                               | 2000 | Sega                                                | Sega                              | J           |
| Bird Cage Kapitel 6: Senritsu                                               | 2000 | Sega                                                | Sega                              | J           |
| Black Matrix A/D                                                            | 1999 | Interchannel                                        | Interchannel                      | J           |
| Blue Submarine No. 6: Saigetsu Fumahito - Time and Tide                     | 2000 | Sega                                                | Sega                              | J           |
| Blue Stinger                                                                | 1999 | Climax Entertainment                                | Sega                              | EJU         |
| Bluesteel Variable Formula: Space Griffon                                   | 1999 | Panther Software Inc.                               | Panther Software Inc.             | J           |
| Boku, Doraemon                                                              | 2001 | Sega Toys                                           | Sega Toys                         | J           |
| Boko Yume no Tatsujin                                                       | 2002 | Fujicom Co., Ltd.                                   | Fujicom Co., Ltd.                 | J           |
| Bomber Hehhe                                                                | 2002 | Fujicom Co., Ltd.                                   | Fujicom Co., Ltd.                 | J           |
| Bomberman Online                                                            | 2001 | Hudson Soft                                         | Sega                              | U           |
| Border Down                                                                 | 2003 | G.rev                                               | G.rev                             | J           |
| Bounty Hunter Sara: Holy Mountain no Teiou                                  | 2001 | Capcom                                              | Capcom                            | J           |
| Boy Kanipan: Mystery of Robot                                               | 1999 | Sega                                                | Sega                              | J           |
| Bust-a-Move 4                                                               | 2000 | Taito                                               | Acclaim                           | EU          |
| Burning Justice Academy 2                                                   | 2000 | Capcom                                              | Capcom                            | J           |
| Buzz Lightyear of Star Command                                              | 2000 | Traveller's Tales                                   | Activision                        | EU          |
| Caesars Palace 2000                                                         | 2000 | Runecraft                                           | Interplay Entertainment           | EU          |
| Canary: Kono Omoi o Uta ni Nosete                                           | 2001 | Interchannel                                        | Interchannel                      | J           |
| Candy Stripe: Apprentice Angel                                              | 2001 | WOW Entertainment                                   | Sega                              | J           |
| Cannon Spike                                                                | 2001 | Psikyo                                              | Capcom                            | EU          |
| Canvas: Motif of Sepia Color                                                | 2001 | Interchannel                                        | Interchannel                      | J           |
| Capcom vs. SNK: Millennium Fight 2000                                       | 2001 | Capcom                                              | Capcom                            | EJU         |
| Capcom vs. SNK: Millennium Fight 2000 Pro                                   | 2000 | Capcom                                              | Capcom                            | J           |
| Capcom Vs SNK 2 Millionaire Fighting 2001                                   | 2000 | Capcom                                              | Capcom                            | J           |
| Capcom Taisen Fan Disc                                                      | 2000 | Capcom                                              | Capcom                            | J           |
| Card of Destiny: Hikari to Yami no Tougoumono                               | 2002 | Abel, Inc.                                          | Abel, Inc.                        | J           |
| Card Captor Sakura: Tomoyo no Video                                         | 2000 | Sega Rosso                                          | Sega                              | J           |
| Carrier                                                                     | 2000 | Jaleco                                              | Jaleco                            | EJU         |
| Castle Fantasia 2: Seima Taisen                                             | 2002 | Studio e.go!                                        | Studio e.go!                      | J           |
| Caution Seaman 2001                                                         | 2001 | Sega                                                | Sega                              | J           |
| Centipede                                                                   | 1999 | Hasbro Interactive                                  | Hasbro Interactive                | U           |
| Championship Surfer                                                         | 2000 | Krome Studios                                       | The Learning Company              | EU          |
| Chaos Field                                                                 | 2004 | Milestone                                           | O3 Entertainment / Sega           | JU          |
| Charge 'N Blast                                                             | 2000 | SIMS                                                | Xicat Interactive                 | EJU         |
| Cherry Blossom                                                              | 2004 | Takuyo                                              | Takuyo                            | J           |
| Chicken Run                                                                 | 2000 | Blitz Games                                         | Eidos Interactive                 | EU          |
| Choukousenki Kikaioh                                                        | 2000 | Capcom                                              | Capcom                            | J           |
| Choukousenki Kikaioh for Matching Service                                   | 2001 | Capcom                                              | Capcom                            | J           |
| Christmas Seaman 10 Days Only Special Edition                               | 1999 | Vivarium                                            | Sega                              | J           |
| ChuChu Rocket!                                                              | 1999 | Sonic Team                                          | Sega                              | EJU         |
| Cleopatra Fortune                                                           | 2001 | Altron                                              | Altron                            | J           |
| Close To: Inori no Oka                                                      | 2001 | KID                                                 | KID                               | J           |
| Coaster Works                                                               | 2000 | Bottom Up                                           | Xicat Interactive                 | EU          |
| Communication Logic Battle Daisessen                                        | 2000 | Fortyfive                                           | Fortyfive                         | J           |
| Confidential Mission                                                        | 2001 | Hitmaker                                            | Sega                              | EJU         |
| Conflict Zone: Modern War Strategy                                          | 2001 | Ubisoft                                             | Ubisoft                           | EU          |
| Cool Boarders Burrrn!                                                       | 1999 | UEP Systems                                         | Sega                              | J           |
| Cool Cool Toon                                                              | 2000 | SNK                                                 | SNK                               | J           |
| Cool Herders                                                                | 2005 | HarmlessLion                                        | The GOAT Store                    | U           |
| Comic Party                                                                 | 2001 | AquaPlus                                            | AquaPlus                          | J           |
| Cosmic Smash                                                                | 2001 | Sega Rosso                                          | Sega                              | J           |
| Crazy Taxi                                                                  | 2000 | Hitmaker                                            | Sega                              | EJU         |
| Crazy Taxi 2                                                                | 2001 | Hitmaker                                            | Sega                              | EJU         |
| CR Hissatsu Konjin Pachittechnomage @ VPACH                                 | 2001 | Hack Berry Co., Ltd.                                | Hack Berry Co., Ltd.              | J           |
| Culdcept Second                                                             | 2001 | Omiya Soft                                          | Media Factory                     | J           |
| Cyber Troopers Virtual-On Oratorio Tangram                                  | 1999 | Sega AM-3                                           | Activision                        | JU          |
| D2                                                                          | 2000 | Warp                                                | Sega                              | U           |
| Dance Dance Revolution 2ndMix Dreamcast Edition                             | 2000 | Konami                                              | Konami                            | J           |
| Dance Dance Revolution Club Version Dreamcast Edition                       | 2000 | Konami                                              | Konami                            | J           |
| Dancing Blade Katte ni Momo Tenshi                                          | 1999 | Konami                                              | Konami                            | J           |
| Dancing Blade Katten no Momotenshi 2: ~Tears of Eden~                       | 1999 | Konami                                              | Konami                            | J           |
| Dalforce                                                                    | 2008 | Redspotgames                                        | Redspotgames                      | JU          |
| Dave Mirra Freestyle BMX                                                    | 2000 | Z-Axis                                              | Acclaim                           | EU          |
| Daytona USA 2001                                                            | 2001 | Sega AM-2                                           | Sega                              | EJU         |
| Dead or Alive 2                                                             | 2000 | Team Ninja                                          | Tecmo                             | EJU         |
| Dead or Alive 2-Limited Edition                                             | 2000 | Team Ninja                                          | Tecmo                             | J           |
| Death Crimson 2                                                             | 1999 | Ecole Software                                      | Ecole Software                    | J           |
| Death Crimson OX                                                            | 2001 | Ecole Software                                      | Sammy Studios                     | JU          |
| Deep Fighter                                                                | 2000 | Criterion Games                                     | Ubisoft                           | EU          |
| Dejiko No Maibura                                                           | 2000 | Broccoli                                            | ISAO                              | J           |
| Demolition Racer: No Exit                                                   | 2000 | Pitbull Syndicate                                   | Infogrames                        | U           |
| Densha de Go! 2: 3000                                                       | 2000 | Taito                                               | Taito                             | J           |
| Denpa Shonen: Lucky Draw Live                                               | 1999 | Hudson Soft                                         | Hudson Soft                       | J           |
| Derby Tsuku: Derby Uma o Tsukurou!                                          | 2000 | Sega                                                | Sega                              | J           |
| Derby Tsuku 2                                                               | 2000 | Smilebit                                            | Sega                              | J           |
| deSPIRIA                                                                    | 2000 | Atlus                                               | Atlus                             | J           |
| Di Gi Charat Fantasy                                                        | 2001 | Broccoli                                            | Broccoli                          | J           |
| Digital Horse Racing News                                                   | 1999 | Shouei System                                       | Shouei System                     | J           |
| Dino Crisis                                                                 | 1999 | Capcom Production Studio 4                          | Capcom                            | EJU         |
| Disney's Dinosaur                                                           | 2000 | Sandbox Studios                                     | Ubisoft                           | EU          |
| Dogu Senki: Haou                                                            | 2000 | Victor Interactive Software                         | Victor Interactive Software       | J           |
| Doki Doki Idol Star Seeker Remix                                            | 2002 | G.rev                                               | G.rev                             | J           |
| Donald Duck: Goin' Quackers                                                 | 2000 | Ubisoft                                             | Ubisoft                           | U           |
| Don't Panic Seaman                                                          | 1999 | Sega                                                | Sega                              | U           |
| Draconus: Cult of the Wyrm                                                  | 2000 | Treyarch                                            | Crave Entertainment               | U           |
| Dragon Riders: Chronicle of Pern                                            | 2001 | Ubisoft                                             | Ubisoft                           | EU          |
| Dragons Blood                                                               | 2000 | Treyarch                                            | Crave Entertainment               | E           |
| DreamKey 1.0                                                                | 1999 | Sega                                                | Sega                              | E           |
| DreamKey 3.0                                                                | 2001 | Sega                                                | Sega                              | E           |
| DreamKey 3.1                                                                | 2001 | Sega                                                | Sega                              | E           |
| Dream Passport 1.01                                                         | 1998 | Sega                                                | Sega                              | J           |
| Dream Passport 2                                                            | 1999 | Sega                                                | Sega                              | J           |
| Dream Passport 3                                                            | 2000 | Sega                                                | Sega                              | J           |
| Dream Passport Broadband                                                    | 1999 | Sega                                                | Sega                              | J           |
| Dream Passport Premier                                                      | 2001 | Sega                                                | Sega                              | J           |
| Dreamcast Cheats 'N Codes: Vol. 1                                           | 2000 | GameShark                                           | InterAct Accessories Inc.         | U           |
| Dream Flyer                                                                 | 1999 | Sega                                                | Sega                              | J           |
| DreamStud!o                                                                 | 2000 | Imagination Science                                 | Sega                              | J           |
| Dreammovie VCD/MP3 Player                                                   |      | Innovation Technologies                             | Innovation Technologies           | H           |
| Ducati World-Racing Challenge                                               | 2001 | Attention To Detail                                 | Acclaim                           | EU          |
| DVine Luv                                                                   | 2001 | PrincessSoft                                        | PrincessSoft                      | J           |
| Dynamite Cop                                                                | 1999 | Sega AM-1                                           | Sega                              | EU          |
| Dynamite Cop 2                                                              | 1999 | Sega AM-1                                           | Sega                              | J           |
| Ecco the Dolphin: Defender of the Future                                    | 2000 | Appaloosa Interactive                               | Sega                              | EJU         |
| ECW Anarchy Rulz                                                            | 2000 | Sculptured Software                                 | Acclaim                           | EU          |
| ECW Hardcore Revolution                                                     | 2000 | Sculptured Software                                 | Acclaim                           | EU          |
| El Dorado Gate Volume 1                                                     | 2000 | Capcom                                              | Capcom                            | J           |
| El Dorado Gate Volume 2                                                     | 2000 | Capcom                                              | Capcom                            | J           |
| El Dorado Gate Volume 3                                                     | 2001 | Capcom                                              | Capcom                            | J           |
| El Dorado Gate Volume 4                                                     | 2001 | Capcom                                              | Capcom                            | J           |
| El Dorado Gate Volume 5                                                     | 2001 | Capcom                                              | Capcom                            | J           |
| El Dorado Gate Volume 6                                                     | 2001 | Capcom                                              | Capcom                            | J           |
| El Dorado Gate Volume 7                                                     | 2001 | Capcom                                              | Capcom                            | J           |
| Elemental Gimmick Gear                                                      | 1999 | Hudson Soft                                         | Vatical Entertainment             | JU          |
| Elysion-Eien no Sanctuary                                                   | 2002 | Interchannel                                        | Interchannel                      | J           |
| Es                                                                          | 2001 | Sega                                                | Sega                              | J           |
| Espion-age-nts                                                              | 1999 | HuneX                                               | Interchannel                      | J           |
| ESPN International Track & Field                                            | 2000 | Konami                                              | Konami                            | EU          |
| ESPN NBA 2 Night                                                            | 2000 | Konami                                              | Konami                            | U           |
| European Super League                                                       | 2001 | Virgin Interactive                                  | Virgin Interactive                | E           |
| Evil Dead: Hail to the King                                                 | 2000 | Heavy Iron Studios                                  | THQ                               | EU          |
| EVE Zero: Ark of the Matter                                                 | 2001 | Game Village                                        | Game Village                      | J           |
| Ever 17: The Out of Infinity                                                | 2002 | KID                                                 | KID                               | J           |
| Evil Twin: Cyprien's Chronicles                                             | 2002 | In Utero                                            | BigBen Interactive                | E           |
| Evolution: The World of Sacred Device                                       | 1999 | Sting                                               | Ubisoft                           | EJU         |
| Evolution 2: Far Off Promise                                                | 1999 | Sting                                               | Ubisoft                           | EJU         |
| Expendable                                                                  | 1999 | Rage Software                                       | Infogrames                        | E           |
| Exodus Guilty Neos                                                          | 2001 | Abel, Inc.                                          | Abel, Inc.                        | J           |
| Extreme Sports                                                              | 2000 | Infogrames                                          | Interloop                         | J           |
| F1 Racing Championship                                                      | 2001 | Ubisoft                                             | Video System                      | E           |
| F-1 World Grand Prix                                                        | 1999 | Video System                                        | Sega                              | EJU         |
| F-1 World Grand Prix II                                                     | 2000 | Video System                                        | Video System                      | EJ          |
| F355 Challenge: Passione Rossa                                              | 1992 | Sega AM-2                                           | Sega                              | EJU         |
| Fatal Fury: Mark of the Wolves                                              | 1999 | SNK                                                 | SNK                               | U           |
| Feet of Fury                                                                | 2003 | Cryptic Allusion                                    | The GOAT Store                    | E           |
| Fighting Force 2                                                            | 1999 | Core Design                                         | Eidos Interactive                 | EU          |
| Fighting Vipers 2                                                           | 2001 | Sega AM-2                                           | Sega                              | EJ          |
| Fire Pro Wrestling D                                                        | 2001 | Spike                                               | Spike                             | J           |
| Fish Eyes: Wild                                                             | 2001 | Victor Interactive Software                         | Victor Interactive Software       | J           |
| First Kiss Story II                                                         | 2002 | HuneX                                               | Broccoli                          | J           |
| Flag to Flag                                                                | 1999 | Sega                                                | Sega                              | U           |
| The Flintstones in Viva Rock Vegas                                          | 2002 | Zombie                                              | Swing! Entertainment              | E           |
| Floigan Brothers Episode 1-Moigle's Secret Project                          | 2001 | Visual Concepts                                     | Sega                              | EU          |
| Forever Hero III                                                            | 1999 | Konami                                              | Konami                            | J           |
| Former Managing Director Yukawa's Treasure Hunt                             | 1999 | Sega                                                | Sega                              | J           |
| Fragrance Tale                                                              | 2001 | Takuyo                                              | Takuyo                            | J           |
| Frame Gride                                                                 | 1999 | From Software                                       | From Software                     | J           |
| Frame Gride Test Operation Disc                                             | 1999 | From Software                                       | From Software                     | J           |
| Freestyle Scooter                                                           | 2001 | Shaba Games                                         | Crave Entertainment               | EU          |
| Frogger 2: Swampy's Revenge                                                 | 2000 | Hasbro Interactive                                  | Blitz Games                       | U           |
| Fur Fighters                                                                | 2000 | Bizarre Creations                                   | Acclaim                           | EU          |
| Fushigi Dungeon - Furai no Shiren Gaiden: Onnakenshi Asuka Kenzan!          | 2002 | Sega                                                | Sega                              | J           |
| Gaia Master: Kessen! Legend of Century King                                 | 2001 | Capcom                                              | Capcom                            | J           |
| Gakkyu-o-Yamazaki Classroom King                                            | 1999 | Sega                                                | Sega                              | J           |
| The Game of Life                                                            | 2000 | Takara                                              | Takara                            | J           |
| Ganbare! Nippon! Olympics 2000                                              | 2000 | Konami                                              | Konami                            | J           |
| Gauntlet Legends                                                            | 1999 | Atari Games                                         | Atari Games                       | EU          |
| Get!! Colonies                                                              | 2000 | Sega                                                | Sega                              | J           |
| Giant Gram: All Japan Pro Wrestling 2                                       | 1999 | Sega                                                | Sega                              | J           |
| Giant Gram 2000: All Japan Pro Wrestling 3                                  | 2000 | Sega                                                | Sega                              | J           |
| Giant Killers                                                               | 2001 | Smoking Guns                                        | AAA Games                         | E           |
| Giga Wing                                                                   | 1999 | Takumi                                              | Capcom                            | EJU         |
| Giga Wing 2                                                                 | 2000 | Takumi                                              | Capcom                            | JU          |
| Godzilla Generations                                                        | 1998 | General Entertainment                               | Sega                              | J           |
| Godzilla Generations: Maximum Impact                                        | 1999 | General Entertainment                               | Sega                              | J           |
| Grand Theft Auto 2                                                          | 2000 | DMA Design, Tarantula Studios                       | Rockstar Games                    | EU          |
| Grandia II                                                                  | 2000 | Game Arts                                           | Sega / Ubisoft                    | EJU         |
| The Grinch                                                                  | 2000 | Artificial Mind and Movement, Universal Interactive | Konami                            | EU          |
| Guilty Gear X                                                               | 2000 | Arc System Works                                    | Sammy Studios                     | J           |
| Gunbird 2                                                                   | 1998 | Psikyo                                              | Capcom                            | EJU         |
| Gundam Battle Online                                                        | 2001 | Bandai                                              | Bandai                            | J           |
| Gundam E.F.F Vs Zeon & DX                                                   | 2002 | Capcom Production Studio 1                          | Bandai                            | J           |
| Gundam Side Story 0079: Rise From the Ashes                                 | 1999 | Bandai                                              | Bandai                            | JU          |
| Guru Guru Onsen 2                                                           | 2001 | Overworks                                           | Sega                              | J           |
| Guru Guru Onsen 3                                                           | 2002 | Overworks                                           | Sega                              | J           |
| Happy Lesson-First Lesson                                                   | 2001 | Datam Polystar                                      | Datam Polystar                    | EJ          |
| Harusame-Youbi                                                              | 2001 | SIMS                                                | Interchannel                      | J           |
| Headhunter                                                                  | 2001 | Amuze                                               | Sega                              | E           |
| Heavy Metal: Geomatrix                                                      | 2001 | Capcom                                              | Capcom                            | EJU         |
| Hello Kitty: Garden Panic                                                   | 1999 | Sega                                                | Fortyfive                         | J           |
| Hello Kitty: Lovely Fruit Park                                              | 1999 | Sega                                                | Sega                              | J           |
| Hello Kitty: Magical Block                                                  | 2000 | Sega                                                | Sega                              | J           |
| Hello Kitty: Otonaru Mail                                                   | 2000 | Sega                                                | Sega                              | J           |
| Hello Kitty: Waku Waku Cookies                                              | 2000 | Sega                                                | Sega                              | J           |
| Hidden & Dangerous                                                          | 2000 | Illusion Softworks                                  | TalonSoft                         | EU          |
| Himitsu: Tadagaita Natsu                                                    | 2001 | StarFish, Inc.                                      | StarFish, Inc.                    | J           |
| Historical Mystery Adventure TROIA 1186 B.C.                                | 1999 | StarFish, Inc.                                      | StarFish, Inc.                    | J           |
| The House of the Dead 2                                                     | 1999 | Sega AM-1                                           | Sega                              | EJU         |
| Hoyle Casino                                                                | 2000 | Sierra Entertainment                                | Sierra Entertainment              | U           |
| Hundred Swords                                                              | 2001 | Smilebit                                            | Sega                              | J           |
| Hydro Thunder                                                               | 1999 | Midway Games                                        | Midway Games                      | EU          |
| Boku to Bokura no Natsu                                                     | 2002 | KID                                                 | KID                               | J           |
| Idol Janshi Suchie-Pai                                                      | 1999 | Jaleco                                              | Jaleco                            | J           |
| Ikaruga                                                                     | 2002 | Treasure, G.rev                                     | Entertainment Software Publishing | J           |
| Illbleed                                                                    | 2001 | Climax Entertainment                                | Jaleco                            | JU          |
| Imperial no Take: Fighter of Zero                                           | 2000 | Global A Entertainment                              | Global A Entertainment            | J           |
| Incoming                                                                    | 1998 | Rage Software                                       | Imagineer / Interplay             | EJU         |
| Industrial Spy-Operation Espionage                                          | 2000 | HuneX                                               | UFO Interactive, Inc.             | U           |
| Inhabitants                                                                 | 2005 | S+F Software                                        | The GOAT Store                    | EJU         |
| Inoue Ryokou-Last Scene                                                     | 2001 | Datam Polystar                                      | Datam Polystar                    | J           |
| Innocent Tears                                                              | 2001 | Global A Entertainment                              | Global A Entertainment            | J           |
| Interlude                                                                   | 2003 | Interchannel                                        | Interchannel                      | J           |
| Iris                                                                        | 2003 | Kid Genius Pty Ltd.                                 | Kid Genius Pty Ltd.               | J           |
| Iron Aces                                                                   | 2001 | Global A Entertainment                              | Xicat Interactive                 | EU          |
| Izumo                                                                       | 2004 | Studio e.go!                                        | Studio e.go!                      | J           |
| J. League Spectacle Soccer                                                  | 2002 | Smilebit                                            | Sega                              | J           |
| Japanese Chess Gold                                                         | 1999 | NetVillage Co., Ltd.                                | NetVillage Co., Ltd.              | J           |
| Japan Pro Mahjong Renmei Dankurai Nintei: Heisei Mahjong-Shou               | 2000 | Micronet                                            | Micronet                          | J           |
| Japan Pro Mahjong Renmei Kounin: Tetsuman Menkyo Minnaten                   | 1999 | Naxat Soft                                          | Naxat Soft                        | J           |
| Japan Pro Mahjong Renmei Kounin: Tetsuman Menkyo Minnaten (Cheap Edition)   | 2001 | Naxat Soft                                          | Naxat Soft                        | J           |
| Jeremy McGrath Supercross 2000                                              | 2000 | Iguana Entertainment                                | Acclaim                           | EU          |
| Jet Coaster Dream                                                           | 1999 | Bimboosoft                                          | Bimboosoft                        | J           |
| Jet Coaster Dream 2                                                         | 2000 | Bimboosoft                                          | Bimboosoft                        | J           |
| Jet Set Radio                                                               | 2000 | Smilebit                                            | Sega                              | JUE         |
| Jikkyou Powerful Pro Baseball 2000: Dreamcast Edition                       | 2000 | Konami                                              | Konami                            | J           |
| Jimmy White's 2: Cueball                                                    | 2000 | Awesome Developments                                | Virgin Interactive                | EU          |
| Pachisuro Hisshouhou@V-Pachi                                                | 2001 | Maxbet                                              | Maxbet                            | J           |
| Job Killer V-Pachi                                                          | 2001 | Hack Berry Co., Ltd.                                | Hack Berry Co., Ltd.              | J           |
| JoJo's Bizarre Adventure                                                    | 2000 | Capcom                                              | Capcom                            | EU          |
| JoJo's Bizarre Adventure: Heritage for the Future - For Matching Service    | 2000 | Capcom                                              | Capcom                            | J           |
| JRA PAT for Dreamcast V40L10                                                | 2000 | Sega                                                | Sega                              | J           |
| JRA PAT for Dreamcast V40L11                                                | 2000 | Sega                                                | Sega                              | J           |
| July                                                                        | 1998 | Fortyfive                                           | Fortyfive                         | J           |
| Kaen Seibo: The Virgin on Megiddo                                           | 2001 | KOBI Co., Ltd.                                      | KOBI Co., Ltd.                    | J           |
| Kaitou Apricot                                                              | 2003 | Takuyo                                              | Takuyo                            | J           |
| Kanon                                                                       | 2000 | Key                                                 | Interchannel                      | J           |
| Kao the Kangaroo                                                            | 2000 | X-Ray Interactive                                   | Titus Software                    | EU          |
| Karous                                                                      | 2007 | Milestone                                           | Milestone                         | J           |
| Kaze no Uta                                                                 | 2004 | Milk Soft                                           | Milk Soft                         | J           |
| Kimi ga Nozomu Eien                                                         | 2002 | Alchemist                                           | Alchemist                         | J           |
| The King of Fighters '98                                                    | 1999 | SNK                                                 | SNK                               | JU          |
| The King of Fighters '99                                                    | 1999 | SNK                                                 | SNK                               | JU          |
| The King of Fighters 2000                                                   | 2000 | SNK                                                 | SNK                               | J           |
| The King of Fighters 2001                                                   | 2001 | Eolith                                              | SNK                               | J           |
| The King of Fighters 2002                                                   | 2003 | SNK                                                 | SNK                               | J           |
| Kiss: Psycho Circus: The Nightmare Child                                    | 2000 | Third law Interactive                               | Take-Two Interactive              | EU          |
| Kita E Photo Memories                                                       | 1999 | Red Entertainment                                   | Hudson Soft                       | J           |
| Kita E White Illumination                                                   | 1999 | Red Entertainment                                   | Hudson Soft                       | J           |
| Kiteretsu Boys Gangagan                                                     | 2000 | Sega                                                | Sega                              | J           |
| Konohana-True Report                                                        | 2001 | Success                                             | Success                           | J           |
| Konohana 2-Todoke Kanai Requiem                                             | 2002 | Success                                             | Success                           | J           |
| Kuon no Kizuna: Sairinsho                                                   | 2000 | Full On Games                                       | Full On Games                     | J           |
| L.O.L.: Lack of Love                                                        | 2000 | Love-de-Lic                                         | ASCII Corporation                 | J           |
| Lake Master Pro                                                             | 2000 | DaZZ                                                | DaZZ                              | J           |
| Langrisser Millennium: The Birthday Eve                                     | 1999 | Career Soft                                         | Masaya                            | J           |
| The Last Blade: Final Editio]                                               | 2000 | SNK Playmore                                        | Agetec.                           | J           |
| The Last Blade 2: Heart of the Samurai                                      | 2001 | SNK Playmore                                        | SNK Playmore                      | U           |
| Last Hope                                                                   | 2007 | NG.DEV.TEAM                                         | Redspotgames                      | EHJU        |
| Legacy of Kain: Soul Reaver                                                 | 2000 | Crystal Dynamics                                    | Eidos Interactive                 | EU          |
| Let's Golf                                                                  | 2000 | Bottom Up                                           | Softmax                           | J           |
| Let's Golf Kouryaku Pack                                                    | 2000 | Bottom Up                                           | Softmax                           | J           |
| Let's Golf: Course Data Collection Adventure Edition                        | 2000 | Bottom Up                                           | Softmax                           | J           |
| Let's Golf 2-New Challengers                                                | 2001 | Bottom Up                                           | Softmax                           | J           |
| Let's Make a J. League Pro Soccer Club                                      | 1999 | Smilebit                                            | Sega                              | J           |
| J. League Pro Soccer Club                                                   | 2000 | Smilebit                                            | Sega                              | J           |
| J. League Pro Soccer Club 2                                                 | 2001 | Smilebit                                            | Sega                              | J           |
| Lien                                                                        | 2004 | Kyarara                                             | Kyarara                           | J           |
| Looney Tunes: Space Race                                                    | 2000 | Infogrames Melbourne House                          | Infogrames                        | EU          |
| The Lost Golem                                                              | 2000 | Caramel Pot                                         | Caramel Pot                       | J           |
| Love Hina: Totsuzen no Engeji Happening                                     | 2000 | Sega                                                | Sega                              | J           |
| Love Hina: Smile Again                                                      | 2001 | Sega                                                | Sega                              | J           |
| MP3 DC                                                                      | 2001 | Pelican                                             | BLAZE                             |             |
| Maboroshi Tsukiyo                                                           | 1999 | SIMS                                                | SIMS                              | J           |
| Macross M3                                                                  | 2001 | Shoeisha                                            | Shoeisha                          | J           |
| Macross M3 Campaign Limited Box                                             | 2001 | Shoeisha                                            | Shoeisha                          | J           |
| MagForce Racing                                                             | 2000 | VCC Entertainment GmbH & Co.                        | Crave Entertainment               | EU          |
| Ma-Gi: Marginal                                                             | 2003 | Sega                                                | Sega                              | J           |
| Magic: The Gathering                                                        | 2001 | Sega                                                | Sega                              | J           |
| Mahjong II Special                                                          | 1999 | Koei                                                | Koei                              | J           |
| Majo no Ochakai                                                             | 2003 | Interchannel                                        | Interchannel                      | J           |
| Maken X                                                                     | 2000 | Atlus                                               | Sega                              | EJU         |
| Maqiupai                                                                    | 2005 | JMD                                                 | The GOAT Store                    | J           |
| Marie & Elie no Atelier: The Alchemist of Salburg 1 & 2                     | 2001 | Gust Co., Ltd.                                      | Kool Kizz Amusement Works, Inc.   | J           |
| Marionette Company                                                          | 1999 | Micro Cabin                                         | Micro Cabin                       | J           |
| Marionette Company 2 Chu!                                                   | 2000 | Micro Cabin                                         | Micro Cabin                       | J           |
| Marionette Handler                                                          | 1999 | Micronet                                            | Micronet                          | J           |
| Marionette Handler 2                                                        | 2000 | Micronet                                            | Micronet                          | J           |
| Mars Matrix: Hyper Solid Shooting                                           | 2000 | Capcom                                              | Capcom                            | JU          |
| Marvel vs. Capcom: Clash of Super Heroes                                    | 1999 | Capcom                                              | Capcom                            | EJU         |
| Marvel vs. Capcom 2: New Age of Heroes                                      | 2000 | Capcom                                              | Capcom                            | EJU         |
| Mat Hoffman's Pro BMX                                                       | 2001 | Runecraft                                           | Activision                        | U           |
| Max Steel: Covert Missions                                                  | 2000 | Treyarch                                            | Mattel Interactive                | U           |
| Maximum Pool                                                                | 2000 | Dynamix                                             | Sierra Sports                     | U           |
| MDK2                                                                        | 2000 | BioWare                                             | Interplay Entertainment           | EU          |
| Mei*Puru                                                                    | 2002 | PrincessSoft                                        | PrincessSoft                      | J           |
| Memories Off: Complete                                                      | 2000 | KID                                                 | KID                               | J           |
| Memories Off 2nd                                                            | 2001 | KID                                                 | KID                               | J           |
| Mercurius Pretty: End of the Century                                        | 2000 | Interchannel                                        | Interchannel                      | J           |
| Metal Wolf                                                                  | 2002 | PrincessSoft                                        | PrincessSoft                      | J           |
| Metropolis Street Racer                                                     | 2001 | Bizarre Creations                                   | Sega                              | EU          |
| Microsoft WebTV                                                             | 1999 | Microsoft                                           | Microsoft                         | J           |
| Midway's Greatest Arcade Hits Vol 1                                         | 2000 | Midway Games                                        | Midway Games                      | EU          |
| Midway's Greatest Arcade Hits Vol 2                                         | 2001 | Midway Games                                        | Midway Games                      | U           |
| Milky Season                                                                | 2002 | KID                                                 | KID                               | J           |
| Miss Moonlight                                                              | 2001 | Naxat Soft                                          | SPIEL Co., Ltd.                   | J           |
| Missing Parts: The Tantei Stories                                           | 2002 | Full On Games                                       | Full On Games                     | J           |
| Missing Parts 2: The Tantei Stories                                         | 2002 | Full On Games                                       | Full On Games                     | J           |
| Missing Parts 3: The Tantei Stories                                         | 2002 | Full On Games                                       | Full On Games                     | J           |
| Mizuiro                                                                     | 2002 | HuneX                                               | Interchannel                      | J           |
| Mobile Suit Gundam: Renpou vs. Zeon DX                                      | 2002 | Bandai                                              | Bandai                            | J           |
| Mobile Suit Gundam: Gihren's Greed - Blood of Zeon                          | 2000 | Bandai                                              | Bandai                            | J           |
| Moekan                                                                      | 2003 | PrincessSoft                                        | PrincessSoft                      | J           |
| Moho                                                                        | 2000 | Lost Toys                                           | Take-Two Interactive              | E           |
| Monaco Grand Prix Racing Simulation 2                                       | 1999 | Ubisoft                                             | Ubisoft                           | EJ          |
| Monaco Grand Prix Racing Simulation 2 Online                                | 1999 | Ubisoft                                             | Ubisoft                           | E           |
| Monaco Grand Prix                                                           | 1999 | Ubisoft                                             | Ubisoft                           | EJU         |
| Morita no Saikyou Reversi                                                   | 1999 | Random House                                        | Random House                      | J           |
| Morita No Saikyo Shougi                                                     | 1999 | Random House                                        | Random House                      | J           |
| Mortal Kombat Gold                                                          | 1999 | Eurocom                                             | Midway Games                      | EU          |
| Moto Pro Yakyu Team Wo Tsukurou!                                            | 2000 | Smilebit                                            | Sega                              | J           |
| Mr. Driller                                                                 | 2000 | Namco                                               | Namco                             | EJU         |
| Ms. Pac-Man Maze Madness                                                    | 2000 | Mass Media Inc.                                     | Namco                             | U           |
| MTV Sports: Skateboarding Feat. Andy MacDonald                              | 2000 | DarkBlack Ltd.                                      | TH]                               | EU          |
| Musapey's Choco Marker                                                      | 2002 | Ecole Software                                      | Ecole Software                    | J           |
| My Merry May                                                                | 2002 | Kid Genius Pty Ltd.                                 | Kid Genius Pty Ltd.               | J           |
| My Merry Maybe                                                              | 2003 | Kid Genius Pty Ltd.                                 | Kid Genius Pty Ltd.               | J           |
| My Tennis Life                                                              | 2001 | Bimboosoft                                          | Bimboosoft                        | J           |
| Nadesico: The Mission                                                       | 1999 | Xebek                                               | Entertainment Software Publishing | J           |
| Nakoruru-Ano Hito kara no Okurimono                                         | 2002 | Kool Kizz Amusement Works, Inc.                     | SNK                               | J           |
| Namco Museum                                                                | 2000 | Mass Media Inc.                                     | Namco                             | U           |
| Nanatsu no Hikan: Senritsu no Bishou                                        | 2000 | Koei                                                | Koei                              | J           |
| Napple Tales: Arsia in Daydream                                             | 2000 | Sega                                                | Sega                              | J           |
| NBA 2K                                                                      | 1999 | Visual Concepts                                     | Sega Sports                       | EJU         |
| NBA 2K1                                                                     | 2000 | Visual Concepts                                     | Sega Sports                       | JU          |
| NBA 2K2                                                                     | 2001 | Visual Concepts                                     | Sega                              | EJU         |
| NBA Hoopz                                                                   | 2001 | Eurocom                                             | Midway Games                      | EU          |
| NBA Showtime: NBA on NBC                                                    | 1999 | Avalanche Software                                  | Midway Games                      | EU          |
| NCAA College Football 2K2: Road To The Rose Bowl                            | 2001 | Avalanche Software                                  | Sega                              | U           |
| Neo Golden Logres                                                           | 2000 | Success                                             | Success                           | J           |
| Neon Genesis Evangelion: Ayanami Rei Ikusei Keikaku                         | 2001 | Broccoli                                            | Broccoli                          | J           |
| Neon Genesis Evangelion: Typing E-Keikaku                                   | 2001 | Gainax                                              | Gainax                            | J           |
| Neon Genesis Evangelion: Typing Hokan Keikaku                               | 2001 | Gainax                                              | Gainax                            | J           |
| Neppachi: 10 Ren Chande Las Vegas Ryokou                                    | 1999 | Daikoku                                             | Daikoku                           | J           |
| Neppachi II                                                                 | 2000 | Daikoku                                             | Daikoku                           | J           |
| Neppachi III                                                                | 2000 | Daikoku                                             | Daikoku                           | J           |
| Neppachi IV                                                                 | 2000 | Daikoku                                             | Daikoku                           | J           |
| Neppachi V                                                                  | 2000 | Daikoku                                             | Daikoku                           | J           |
| Neppachi VI                                                                 | 2001 | Daikoku                                             | Daikoku                           | J           |
| Netto Golf                                                                  | 2000 | Sega                                                | Sega                              | J           |
| Netto-de-para                                                               | 2000 | Takuyo                                              | Takuyo                            | J           |
| Netto de Tennis                                                             | 2000 | Capcom                                              | Capcom                            | J           |
| Net Versus Chess                                                            | 2001 | Prime Group                                         | Prime Group                       | J           |
| Net Versus Hanafuda                                                         | 2001 | Prime Group                                         | Prime Group                       | J           |
| Net Versus Igo                                                              | 2001 | Prime Group                                         | Prime Group                       | J           |
| Net Versus Mahjong                                                          | 2001 | Prime Group                                         | Prime Group                       | J           |
| Net Versus Renju Gomoku Namebe                                              | 2001 | Prime Group                                         | Prime Group                       | J           |
| Net Versus Reversi                                                          | 2001 | Prime Group                                         | Prime Group                       | J           |
| Net Versus Shogi                                                            | 2001 | Prime Group                                         | Prime Group                       | J           |
| Never 7: The End of Infinity                                                | 2000 | KID                                                 | KID                               | J           |
| The Next Tetris: Online Edition                                             | 2000 | Crave Entertainment                                 | Crave Entertainment               | EU          |
| NFL 2K                                                                      | 1999 | Visual Concepts                                     | Sega                              | JU          |
| NFL 2K1                                                                     | 2000 | Visual Concepts                                     | Sega                              | JU          |
| NFL 2K2                                                                     | 2001 | Visual Concepts                                     | Sega                              | JU          |
| NFL Blitz 2000                                                              | 1999 | Avalanche Software                                  | Midway Games                      | EU          |
| NFL Blitz 2001                                                              | 2000 | Avalanche Software                                  | Midway Games                      | U           |
| NFL Quarterback Club 2000                                                   | 1999 | Acclaim                                             | Acclaim                           | EU          |
| NFL Quarterback Club 2001                                                   | 2000 | High Voltage Software                               | Acclaim                           | U           |
| NHL 2K                                                                      | 2000 | Black Box Games                                     | Sega                              | EU          |
| NHL 2K2                                                                     | 2002 | Treyarch                                            | Sega                              | JU          |
| Nightmare Creatures II                                                      | 2000 | Kalisto Entertainment                               | Konami                            | EU          |
| Nishikaze no Kyoushikyouku                                                  | 2001 | Softmax                                             | Softmax                           | J           |
| Nijyuei                                                                     | 2002 | PrincessSoft                                        | PrincessSoft                      | J           |
| Nobunaga no Yabou: Reppuuden                                                | 1999 | Koei                                                | Koei                              | J           |
| Nobunaga no Yabou: Shou Sei Roku                                            | 1999 | Koei                                                | Koei                              | J           |
| O.To.I.Re: Dreamcast Sequencer                                              | 1999 | Waka Factory                                        | Waka Factory                      | J           |
| Omikron: The Nomad Soul                                                     | 2000 | Quantic Dream                                       | Eidos Interactive                 | EU          |
| Omoide ni Kawaru-Kimi: Memories Off                                         | 2002 | KID                                                 | KID                               | J           |
| Onsei Ninshiki Mahjong: Jarman                                              | 2000 | Visit Co., Ltd.                                     | Visit Co., Ltd.                   | J           |
| Ooga Booga                                                                  | 2001 | Visual Concepts                                     | Sega                              | U           |
| Ookami Ichio Funtouki: Sakura Taisen Kayou Show -                           | 2000 | Sega                                                | Sega                              | J           |
| Orange Pocket: Cornet                                                       | 2004 | Hooksoft                                            | Pionesoft                         | J           |
| Ouka Houshin                                                                | 1999 | MediaWorks                                          | Entertainment Software Publishing | J           |
| Outtrigger                                                                  | 2001 | Sega AM-2                                           | Sega                              | EJU         |
| Pachinko no Dendou: CR Nanashi                                              | 2001 | Micro Cabin                                         | Micro Cabin                       | J           |
| Pachi-Slot Teiou: Dream Slot Heiwa SP                                       | 2001 | OLYMPIA Co., Ltd.                                   | Media Entertainment Co, Ltd.      | J           |
| Pachi-Slot Teiou: Dream Slot Olympia SP                                     | 2001 | OLYMPIA Co., Ltd.                                   | Media Entertainment Co, Ltd.      | J           |
| Pandora no Yume                                                             | 2002 | Interchannel                                        | Interchannel                      | J           |
| Panzer Front                                                                | 1999 | ASCII Corporation                                   | ASCII Corporation                 | J           |
| Patisserie Nanyanko                                                         | 2004 | Pionesoft                                           | Pionesoft                         | J           |
| Pen Pen TriIcelon                                                           | 1998 | General Entertainment                               | Infogrames                        | EJU         |
| Phantasy Star Online                                                        | 2000 | Sonic Team                                          | Sega                              | EJU         |
| Phantasy Star Online Version 2                                              | 2001 | Sonic Team                                          | Sega                              | EJU         |
| Pizzicato Polka                                                             | 2004 | Pajamas Soft                                        | KID                               | J           |
| Planet Ring                                                                 | 2000 | Sega                                                | Sega                              | E           |
| Plasma Sword: Nightmare of Bilstein                                         | 1999 | Capcom                                              | Capcom                            | EJU         |
| Plus Plumb                                                                  | 1999 | Takuyo                                              | Takuyo                            | J           |
| POD SpeedZone                                                               | 2000 | Ubisoft                                             | Ubisoft                           | U           |
| POD 2                                                                       | 2001 | Ubisoft                                             | Ubisoft                           | E           |
| Poke Kano                                                                   | 1999 | Datam Polystar                                      | Datam Polystar                    | J           |
| Pop'n Music                                                                 | 1999 | Konami                                              | Konami                            | J           |
| Pop'n Music 2                                                               | 1999 | Konami                                              | Konami                            | J           |
| Pop'n Music 3                                                               | 2000 | Konami                                              | Konami                            | J           |
| Pop'n Music 4                                                               | 2000 | Konami                                              | Konami                            | J           |
| Power Jet Racing 2001                                                       | 2000 | CRI Middleware                                      | CRI Middleware                    | J           |
| Power Stone                                                                 | 1999 | Capcom                                              | Capcom                            | EJU         |
| Power Stone 2                                                               | 2000 | Capcom                                              | Capcom                            | EJU         |
| Prince of Persia: Arabian Nights                                            | 2000 | Avalanche Software                                  | Mattel Interactive                | U           |
| Princess Holiday                                                            | 2003 | Alchemist                                           | Alchemist                         | J           |
| Princess Maker Collection''                                                 | 2001 | GeneX Corp.                                         | NineLives                         | J           |
| Prism Heart                                                                 | 2001 | KID                                                 | KID                               | J           |
| Prismaticallization                                                         | 2000 | Arc System Works                                    | Arc System Works                  | J           |
| Pro Pinball Trilogy                                                         | 2001 | Cunning Developments                                | Empire Interactive                | E           |
| Pro Yakyuu Team de Asobou                                                   | 1999 | Sega                                                | Sega                              | J           |
| Pro Yakyuu Team de Asobou Net!                                              | 2000 | Smilebit                                            | Sega                              | J           |
| Pro Yakyuu Team o Tsukurou!                                                 | 1999 | Smilebit                                            | Sega                              | J           |
| Pro Yakyuu Team o Tsukurou! & Asobou!                                       | 2001 | Smilebit                                            | Sega                              | J           |
| Project: Revolution                                                         | 2000 | TalonSoft                                           | Volition                          | Szovjetunió |
| Professional Mahjong Kiwame D                                               | 2000 | Athena                                              | Athena                            | J           |
| Project Justice - Rival Schools 2                                           | 2000 | Capcom                                              | Capcom                            | EU          |
| Psychic Force 2012                                                          | 1999 | Taito                                               | Acclaim                           | EJU         |
| The Psychological Game                                                      | 2001 | Visit Co., Ltd.                                     | Visit Co., Ltd.                   | J           |
| Psyvariar 2: The Will to Fabricate                                          | 2004 | Success                                             | SKONEC Entertainment              | J           |
| Puyo Pop Fever                                                              | 2004 | Sonic Team                                          | Sega                              | J           |
| Puyo Puyo~n                                                                 | 1999 | Compile                                             | Sega                              | J           |
| Puyo Puyo Da! featuring Ellena System                                       | 1999 | Compile                                             | Compile                           | J           |
| Puzzle Bobble 4                                                             | 2000 | Taito                                               | Cyberfront Corporation            | J           |
| Q*bert                                                                      | 2000 | Artech Digital Entertainment                        | Hasbro Interactive                | U           |
| Quiz: Ah! My Goddess                                                        | 2000 | WOW Entertainment                                   | Sega                              | J           |
| Quake III Arena                                                             | 2000 | Raster                                              | Sega                              | EU          |
| Radilgy                                                                     | 2006 | Milestone                                           | Milestone                         | J           |
| Radium                                                                      | 2007 | Revival Studios                                     | The GOAT Store                    | J           |
| Railroad Tycoon 2: Gold Edition                                             | 2000 | Tremor Entertainment                                | Gathering of Developers           | EU          |
| Rainbow Cotton                                                              | 2000 | Success                                             | Success                           | J           |
| Rayman 2: The Great Escape                                                  | 2000 | Ubisoft                                             | Ubisoft                           | EU          |
| Razor Freestyle Scooter                                                     | 2001 | Shaba Games                                         | Crave Entertainment               | U           |
| Re-Volt                                                                     | 1999 | Acclaim                                             | Acclaim                           | EJU         |
| Ready 2 Rumble Boxing                                                       | 1999 | Midway Games                                        | Midway Games                      | EJU         |
| Ready 2 Rumble Boxing: Round 2                                              | 2000 | Midway Games                                        | Midway Games                      | EU          |
| Real Sound: Kaze No Regret                                                  | 1999 | Warp                                                | Warp                              | J           |
| Record of Lodoss War                                                        | 2001 | Neverland                                           | Conspiracy Entertainment          | EU          |
| Record of Lodoss War: Advent of Cardice                                     | 2000 | Kadokawa                                            | Entertainment Software Publishing | J           |
| Red Dog: Superior Firepower                                                 | 2000 | Argonaut Games                                      | Crave Entertainment               | EU          |
| Redline Racer                                                               | 1999 | Criterion Games                                     | Imagineer                         | J           |
| Reel Fishing Wild                                                           | 2001 | Victor Interactive Software                         | Natsume                           | U           |
| Ren'ai CHU! Happy Perfect                                                   | 2001 | GN Software                                         | Saga Plants                       | J           |
| Rent A Hero No.1                                                            | 2000 | Sega                                                | Sega                              | J           |
| Resident Evil 2                                                             | 2000 | Capcom                                              | Capcom                            | EU          |
| Resident Evil 3: Nemesis                                                    | 2000 | Capcom                                              | Capcom                            | EU          |
| Resident Evil Code: Veronica                                                | 2000 | Capcom                                              | Capcom                            | EU          |
| Revive                                                                      | 1999 | Data East                                           | Data East                         | J           |
| Rez                                                                         | 2001 | United Game Artists                                 | Sega                              | EJ          |
| The Rhapsody of Zephyr                                                      | 2001 | Softmax                                             | Softmax                           | J           |
| The Ring: Terror's Realm                                                    | 2000 | Asmik Ace Entertainment                             | Infogrames                        | JU          |
| Rippin' Riders Snowboarding                                                 | 1999 | UEP Systems                                         | Sega                              | U           |
| Roadsters                                                                   | 2000 | Player 1                                            | Titus Software                    | EU          |
| Roommania #203                                                              | 2000 | Wave Master                                         | Sega                              | J           |
| Roommate Asami: Okusama wa Joshikousei—Director's Edition                   | 2002 | Datam Polystar                                      | Datam Polystar                    | J           |
| Roommate Novel: Inoue Ryoko                                                 | 2001 | Datam Polystar                                      | Datam Polystar                    | J           |
| Roommate Novel: Yuka Satou                                                  | 2000 | Datam Polystar                                      | Datam Polystar                    | J           |
| RUN=DIM as Black Soul                                                       | 2001 | Idea Factory                                        | Idea Factory                      | J           |
| Rune Caster                                                                 | 2000 | Hudson Soft                                         | Vision Games                      | J           |
| Rune Jade                                                                   | 2000 | Hudson Soft                                         | Hudson Soft                       | J           |
| Sakura Momoko Gekijou: Coji-Coji                                            | 2000 | Coji-Coji                                           | Coji-Coji                         | J           |
| Sakura Taisen                                                               | 2002 | Sega                                                | Sega, Red Entertainment           | J           |
| Sakura Taisen Memorial Pack                                                 | 2002 | Sega                                                | Sega, Red Entertainmen            | J           |
| Sakura Taisen: Kinematron Hanagumi Mail                                     | 2000 | Overworks                                           | Sega                              | J           |
| Sakura Taisen: Hanagumi Taisen Columns 2                                    | 2000 | Sega                                                | Sega, Red Entertainmen            | J           |
| Sakura Taisen Online: Teito no Nagai Hibi                                   | 2001 | Sega                                                | Sega, Red Entertainmen            | J           |
| Sakura Taisen 2-Kimi Shinitmoukoto Nakare                                   | 2000 | Overworks                                           | Sega]                             | J           |
| Sakura Taisen 2 Memorial Pack                                               | 2002 | Sega                                                | Sega, Red Entertainmen            | J           |
| Sakura Taisen 3-Is Paris Burning?                                           | 2001 | Sega                                                | Sega, Red Entertainmen            | J           |
| Sakura Taisen 3-Is Paris Burning? Memorial Pack                             | 2001 | Sega                                                | Sega, Red Entertainmen            | J           |
| Sakura Taisen 4                                                             | 2002 | Sega                                                | Sega, Red Entertainmen            | J           |
| Sakura Taisen Online: Paris no Nagai Hibi                                   | 2001 | Overworks                                           | Sega                              | J           |
| Sakura Taisen Online: Teito no Yuugana Hibi                                 | 2001 | Overworks                                           | Sega                              | J           |
| Samba de Amigo                                                              | 2000 | Sonic Team                                          | Sega                              | EJU         |
| Samba de Amigo 2000                                                         | 2000 | Sonic Team                                          | Sega                              | J           |
| San Francisco Rush 2049                                                     | 2000 | Midway Games                                        | Midway Games                      | EU          |
| Romance of the Three Kingdoms VI: Awakening of the Dragon                   | 1999 | Koei                                                | Koei                              | J           |
| Seaman                                                                      | 1999 | Sega                                                | Sega                              | JU          |
| Sega Bass Fishing                                                           | 2000 | Sega                                                | Sega                              | EU          |
| Sega Bass Fishing 2                                                         | 2001 | WOW Entertainment                                   | Sega                              | U           |
| Sega Extreme Sports                                                         | 2000 | Interloop                                           | Infogrames                        | EJ          |
| Sega GT                                                                     | 2000 | Sega                                                | Sega                              | EU          |
| Sega GT-Homologation Special                                                | 2000 | Sega                                                | Sega                              | J           |
| Sega Kara                                                                   | 2001 | Sega                                                | Sega                              | J           |
| Sega Marine Fishing                                                         | 2000 | Sega                                                | Sega                              | JU          |
| Sega Rally Championship 2                                                   | 1999 | Sega                                                | Sega                              | EJU         |
| Sega Smash Pack                                                             | 2001 | Sega                                                | Sega                              | U           |
| Sega Swirl                                                                  | 1999 | Sega                                                | Sega                              |             |
| Sega Tetris                                                                 | 2000 | WOW Entertainment                                   | Sega                              | J           |
| Segagaga                                                                    | 2001 | Hitmaker                                            | Sega                              | J           |
| Sega Worldwide Soccer 2000                                                  | 1999 | Silicon Dreams                                      | Sega                              | E           |
| Sega Worldwide Soccer 2000 Euro Edition                                     | 2000 | Silicon Dreams                                      | Sega                              | E           |
| Seireiki Rayblade                                                           | 2000 | Winkysoft                                           | Winkysoft                         | J           |
| Seitai Heiki Expendable                                                     | 1999 | Rage Software                                       | Imagineer                         | J           |
| Sengoku Turb                                                                | 1999 | Interchannel                                        | Interchannel                      | J           |
| Sengoku Turb: Fanfan I Love me Dance-doubletendre                           | 1999 | Interchannel                                        | Interchannel                      | J           |
| Sentimental Graffiti: Yakusoku                                              | 2000 | Interchannel                                        | Interchannel                      | J           |
| Sentimental Graffiti 2                                                      | 2000 | Interchannel                                        | Interchannel                      | J           |
| Seventh Mansion                                                             | 2000 | Koei                                                | Koei                              | J           |
| Seventh Cross: Evolution                                                    | 1998 | UFO Interactive, Inc.                               | Atypical Alchemists Associate     | U           |
| Shadow Man                                                                  | 1999 | Acclaim                                             | Acclaim                           | EU          |
| Shanghai Dynasty                                                            | 2000 | Success                                             | Activision                        | J           |
| Shangri-La Cyber Angel Mahjong Battle                                       | 1999 | Marvelous Entertainment                             | Marvelous Entertainment           | J           |
| Shenmue                                                                     | 2000 | Sega AM-2                                           | Sega                              | EJU         |
| Shenmue II                                                                  | 2001 | Sega AM-2                                           | Sega                              | EJ          |
| Shikigami no Shiro II                                                       | 2004 | Alfa System                                         | Alfa System                       | J           |
| Shin Honkaku Hanafuda                                                       | 1999 | Altron                                              | Altron                            | J           |
| Shirotsume Kusa Hanashi: Episode of the Clovers                             | 2000 | Interchannel                                        | Interchannel                      | J           |
| Shokora: Maid Cafe Curio                                                    | 2003 | Alchemist                                           | Alchemist                         | J           |
| Silent Scope                                                                | 2000 | Konami                                              | Konami                            | EJU         |
| Silver                                                                      | 2000 | Spiral House Ltd.                                   | Infogrames                        | EU          |
| Simple2000 Series DC Vol. 01-Bittersweet Fools—The Renai Adventure          | 2002 | HuneX                                               | D3 Publisher                      | J           |
| Simple2000 Series DC Vol. 02-The Renai Simulation                           | 2002 | HuneX                                               | D3 Publisher                      | J           |
| Simple2000 Series DC Vol. 03-The Renai Simulation 2 - Fureai                | 2002 | HuneX                                               | D3 Publisher                      | J           |
| Simple2000 Series DC Vol. 04-The Renai Adventure - Okaeri!                  | 2002 | HuneX                                               | D3 Publisher                      | J           |
| Sister Princess: Premium Edition                                            | 2002 | MediaWorks                                          | MediaWorks                        | J           |
| Skies of Arcadia                                                            | 2000 | Overworks                                           | Sega                              | EU          |
| Slave Zero                                                                  | 1999 | Infogrames                                          | Infogrames                        | EU          |
| Sno-Cross Championship Racing                                               | 2000 | Unique Development Studios                          | Crave Entertainment               | EU          |
| Snow                                                                        | 2003 | Studio Mebius                                       | Interchannel                      | J           |
| Soccer Tsuku Tokudai Gou J-League Pro Soccer Club o Tsukurou                | 2000 | UEP Systems                                         | Sega                              | J           |
| Soccer Tsuku Tokudai Gou 2: J-League Pro Soccer Club o Tsukurou             | 2001 | UEP Systems                                         | Sega                              | J           |
| Soldier of Fortune                                                          | 2001 | Runecraft, Raven Software                           | Crave Entertainment               | EU          |
| Sonic Adventure                                                             | 1999 | Sonic Team                                          | Sega                              | EJU         |
| Sonic Adventure International                                               | 1999 | Sonic Team                                          | Sega                              | J           |
| Sonic Adventure: Limited Edition                                            | 1999 | Sonic Team                                          | Sega                              | U           |
| Sonic Adventure 2                                                           | 2001 | Sonic Team                                          | Sega                              | EJU         |
| Sonic Adventure 2-Birthday Pack                                             | 2001 | Sonic Team                                          | Sega                              | J           |
| Sonic Shuffle                                                               | 2000 | Sega                                                | Sega                              | EJU         |
| Sorcerian: Apprentice of Seven Star Magic                                   | 2000 | Nihon Falcom                                        | Victor Interactive Software       | J           |
| Soulcalibur                                                                 | 1999 | Namco                                               | Namco                             | EJU         |
| Soul Fighter                                                                | 1999 | Toka                                                | Mindscape Group                   | EU          |
| South Park: Chef's Luv Shack                                                | 1999 | Acclaim                                             | Acclaim                           | EU          |
| South Park Rally                                                            | 2000 | Tantalus Interactive                                | Acclaim                           | EU          |
| Space Channel 5                                                             | 1999 | Sega                                                | Sega                              | EJU         |
| Space Channel 5 Part 2                                                      | 2001 | United Game Artists                                 | Sega                              | J           |
| Spawn: In the Demon's Hand                                                  | 2000 | Capcom                                              | Capcom                            | EJU         |
| Spec Ops 2 - Omega Squad                                                    | 2000 | Zombie Studios                                      | Ripcord Games                     | EU          |
| Speed Devil                                                                 | 1999 | Ubisoft                                             | Ubisoft                           | EJU         |
| Speed Devils: Online Racing                                                 | 2000 | Ubisoft                                             | Ubisoft                           | EU          |
| Spider-Man                                                                  | 2001 | Treyarch                                            | Activision                        | EU          |
| Spirit of Speed 1937                                                        | 2000 | LJN                                                 | Acclaim                           | EJU         |
| Sports Jam                                                                  | 2001 | WOW Entertainment                                   | Sega                              | JU          |
| Star Wars: Demolition                                                       | 2000 | Luxoflux                                            | LucasArts                         | EU          |
| Star Wars Episode I: Jedi Power Battles                                     | 2000 | LucasArts                                           | LucasArts                         | EU          |
| Star Wars Episode I: Racer                                                  | 2000 | LucasArts                                           | LucasArts                         | EU          |
| Starlancer                                                                  | 2000 | Warthog Games                                       | Crave Entertainment               | EU          |
| Street Fighter Alpha 3                                                      | 2000 | Capcom                                              | Capcom                            | EJU         |
| Street Fighter III: Double Impact                                           | 1999 | Capcom                                              | Capcom                            | EJU         |
| Street Fighter III: Third Strike                                            | 2000 | Capcom                                              | Capcom                            | EJU         |
| Striker Pro 2000                                                            | 2000 | Rage Software                                       | Infogrames                        | U           |
| Stunt GP                                                                    | 2000 | Infogrames                                          | Team17                            | EU          |
| Stupid Invaders                                                             | 2001 | Xilam                                               | Ubisoft                           | EU          |
| Suigetsu Mayoi Gokoro                                                       | 2004 | KID                                                 | KID                               | J           |
| Suika                                                                       | 2002 | PrincessSoft                                        | PrincessSoft                      | J           |
| Sunrise Eiyutan                                                             | 1999 | Atelier-Sai                                         | Sunrise Interactive               | J           |
| Super Boom Tread Troopers                                                   | 2000 | Digital Eclipse                                     | Digital Eclipse                   |             |
| Super Euro Soccer 2000                                                      | 2000 | Rage Software                                       | Imagineer                         | J           |
| Super Hero Retsuden                                                         | 2001 | Banpresto                                           | Banpresto                         | J           |
| Super Magnetic Neo                                                          | 2000 | Genki                                               | Genki, Crave Entertainment        | EJU         |
| Super Producers                                                             | 1999 | Hudson Soft                                         | Hudson Soft                       | J           |
| Super Puzzle Fighter II Turbo                                               | 2001 | Capcom                                              | Capcom                            | J           |
| Super Robot Wars Alpha                                                      | 2001 | Banpresto                                           | Banpresto                         | J           |
| Super Runabout                                                              | 2000 | Climax Entertainment                                | Climax Entertainment              | J           |
| Super Runabout: San Francisco Edition                                       | 2000 | Climax Entertainment                                | Climax Entertainment              | EJU         |
| Super Speed Racing                                                          | 1999 | Sega                                                | Sega                              | J           |
| Super Street Fighter II X                                                   | 2001 | Capcom                                              | Capcom                            | J           |
| Surf Rocket Racer                                                           | 2001 | Crave Entertainment                                 | CRI Middleware                    | EU          |
| Suzuki Alstare Extreme Racing                                               | 1999 | Criterion Games                                     | Ubisoft                           | EU          |
| Sweet Season                                                                | 2003 | Takuyo                                              | Takuyo                            | J           |
| Sword of the Berserk: Guts' Rage                                            | 2000 | Yuke's                                              | Eidos Interactive                 | EU          |
| Sydney 2000                                                                 | 2000 | Attention To Detail                                 | Eidos Interactive                 | EJU         |
| Taisen Net Gimmick-Capcom & Psikyo All Stars                                | 2001 | Psikyo                                              | Capcom                            | J           |
| Tako no Marine                                                              | 2002 | Micro Cabin                                         | Micro Cabin                       | J           |
| Tamakyuu                                                                    | 2004 | Interchannel                                        | Interchannel                      | J           |
| Tanaka Torahiko no Uru Toraryuu Shogi                                       | 1999 | Arc System Works                                    | Arc System Works                  | J           |
| Tantei Shinshi Dash!                                                        | 2000 | Abel, Inc.                                          | Abel, Inc.                        | J           |
| Taxi 2: Le jeu                                                              | 2000 | Blue Sphere                                         | Ubisoft                           | F           |
| Tenohirao, Taiyouni                                                         | 2004 | PrincessSoft                                        | PrincessSoft                      | J           |
| Tech Romancer                                                               | 2000 | Capcom                                              | Virgin Interactive                | EU          |
| Tee Off Golf                                                                | 2000 | Bottom Up                                           | Acclaim                           | EU          |
| Tennis 2K2                                                                  | 2001 | Hitmaker                                            | Sega                              | U           |
| Tentama: 1st Sunny Side                                                     | 2001 | KID                                                 | KID                               | J           |
| Test Drive 6                                                                | 1999 | Pitbull Syndicate                                   | Infogrames                        | U           |
| Test Drive Le Mans 24 Hours                                                 | 2000 | Infogrames                                          | Infogrames                        | EJU         |
| Test Drive V Rally                                                          | 2000 | Eden Studios                                        | Infogrames                        | U           |
| Tetris 4D                                                                   | 1998 | Bulletproof Software                                | Bulletproof Software              | J           |
| Time Stalkers                                                               | 2000 | Climax Entertainment                                | Sega                              | EU          |
| TNN Motorsports Hardcore Heat                                               | 1999 | ASC Games                                           | CRI Middleware                    | U           |
| Tokusatsu Bouken Katsugeki Super Hero Retsuden                              | 2000 | Banpresto                                           | Banpresto                         | J           |
| Tokyo Bus Guide                                                             | 2000 | Fortyfive                                           | Fortyfive                         | J           |
| Tokyo Bus Guide Bijin Bus Guide Tenjou Pack                                 | 2000 | Fortyfive                                           | Fortyfive                         | J           |
| Tokyo Xtreme Racer                                                          | 1999 | Genki                                               | Crave Entertainment               | U           |
| Tokyo Xtreme Racer 2                                                        | 2000 | Genki                                               | Crave Entertainment               | U           |
| Tom Clancy's Rainbow Six                                                    | 2000 | Red Storm Entertainment                             | Majesco                           | EU          |
| Tom Clancy's Rainbow Six: Rogue Spear                                       | 2000 | Red Storm Entertainment                             | Majesco                           | EU          |
| Tomb Raider Chronicles                                                      | 2000 | Core Design                                         | Eidos Interactive                 | EU          |
| Tomb Raider: The Last Revelation                                            | 2000 | Eidos Interactive                                   | Core Design                       | EJU         |
| Tony Hawk's Pro Skater                                                      | 2000 | Treyarch                                            | Crave Entertainment               | EU          |
| Tony Hawk's Pro Skater 2                                                    | 2000 | Neversoft                                           | Crave Entertainment               | EU          |
| Totsugeki Teketeke Toy Ranger                                               | 2000 | No Cliché                                           | Sega                              | J           |
| Toukon Retsuden 4: New Japan Pro Wrestling                                  | 1999 | Yuke's                                              | Tomy                              | J           |
| Toy Commander                                                               | 1999 | No Cliché                                           | Sega                              | EJU         |
| Toy Racer                                                                   | 2000 | No Cliché                                           | Sega                              | E           |
| Toy Story 2: Buzz Lightyear to the Rescue                                   | 2000 | Traveller's Tales                                   | Activision                        | EU          |
| Toyota Digital Catalog - Celsior                                            | 1999 | CSK                                                 | Sega                              | J           |
| Toyota Digital Catalog - Gaia                                               | 1999 | CSK                                                 | Sega                              | J           |
| Toyota Digital Catalog - Land Cruiser 100/Cygnus                            | 1999 | CSK                                                 | Sega                              | J           |
| Treasure Strike                                                             | 2000 | Kid Genius                                          | Sega                              | J           |
| TrickStyle                                                                  | 1999 | Criterion Games                                     | Acclaim                           | EU          |
| Tricolore Crise                                                             | 2000 | Victor Interactive Software                         | Victor Interactive Software       | J           |
| Triggerheart Exelica                                                        | 2007 | Warashi                                             | Warashi                           | J           |
| Trizeal                                                                     | 2005 | Triangle Service                                    | Triangle Service                  | J           |
| Tsuki wa Higashi ni Hi wa Nishi ni: Operation Sanctuary                     | 2004 | August                                              | Alchemist                         | J           |
| Twinkle Star Sprites                                                        | 2000 | SNK                                                 | SNK                               | J           |
| Two One                                                                     | 2001 | PrincessSoft                                        | PrincessSoft                      | J           |
| The Typing of the Date                                                      | 2001 | Hudson Soft                                         | Hudson Soft                       | J           |
| The Typing of the Dead                                                      | 2000 | Smilebit                                            | Sega                              | JU          |
| UEFA Dream Soccer                                                           | 2000 | Silicon Dreams                                      | Infogrames                        | E           |
| UEFA Striker                                                                | 1999 | Silicon Dreams                                      | Infogrames                        | E           |
| Ultimate Fighting Championship                                              | 2000 | Anchor Inc.                                         | Crave Entertainment               | EJU         |
| Under Defeat                                                                | 2006 | G.rev                                               | Sega                              | J           |
| Under Cover A.D.2025kei                                                     | 2000 | Pulse Interactive                                   | Pulse Interactive                 | J           |
| Unreal Tournament                                                           | 1999 | Epic Games                                          | GT Interactive                    | EU          |
| 'Urban Chaos                                                                | 2000 | Mucky Foot Productions                              | Eidos Interactive                 | EU          |
| US Shenmue                                                                  | 2001 | Sega AM-2                                           | Sega                              | J           |
| Utau: Tumbling Dice                                                         | 2004 | Ecole Software                                      | Ecole Software                    | J           |
| V-Rally 2                                                                   | 2000 | Eden Studios                                        | Atari                             | E           |
| Vampire Chronicles for Matching Service                                     | 2000 | Capcom                                              | Capcom                            | J           |
| Vanishing Point                                                             | 2000 | Clockwork Games                                     | Acclaim                           | EU          |
| Vermilion Desert                                                            | 1999 | Riverhill Software                                  | Riverhill Software                | J           |
| Vigilante 8: Second Battle                                                  | 1999 | Activision                                          | Syscom Entertainment, Inc.        | J           |
| Vigilante 8: Second Offense                                                 | 1999 | Luxoflux                                            | Activision                        | EU          |
| Virtua Athlete 2000                                                         | 2000 | Climax Entertainment                                | Agetec                            | U           |
| Virtua Athlete 2k                                                           | 2000 | Climax Entertainment                                | Sega                              | EJ          |
| Virtua Cop 2                                                                | 2000 | Sega AM-2                                           | Sega                              | J           |
| Virtua Fighter 3TB                                                          | 1998 | Genki                                               | Sega                              | EJU         |
| Virtua Fighter 4 Passport                                                   | 2000 | Sega AM-2                                           | Sega                              | J           |
| Virtua Fighter History                                                      | 2000 | Sega AM-2                                           | Sega                              | J           |
| Virtua Striker 2                                                            | 1999 | Sega AM-2                                           | Sega                              | U           |
| Virtua Striker 2 Ver 2000.1                                                 | 1999 | Sega AM-2                                           | Sega                              | EJ          |
| Virtua Tennis                                                               | 2000 | Sega AM-3                                           | Sega                              | EU          |
| Visual Park                                                                 | 2000 | Sega                                                | Sega                              | J           |
| Wacky Races                                                                 | 2000 | Infogrames                                          | Infogrames                        | EU          |
| Walt Disney World Quest: Magical Racing Tour                                | 2000 | Crystal Dynamics                                    | Eidos Interactive                 | EU          |
| Weakness Hero Torauman                                                      | 2002 | Interchannel                                        | Fortyfive                         | J           |
| Web Browser 1.0                                                             | 1999 | Planetweb                                           | Sega                              | U           |
| Web Browser 2.0                                                             | 2000 | Planetweb                                           | Sega                              | U           |
| Web Browser 2.6                                                             | 2000 | Planetweb                                           | Sega                              | U           |
| Web Browser 3.0                                                             | 2001 | Planetweb                                           | Planetweb                         | U           |
| Web Mystery-Yochimu Wo Miru Neko                                            | 1999 | Studio Mebius                                       | Studio Mebius                     | J           |
| Welcome to Pia Carrot 2                                                     | 2001 | Stack                                               | Interchannel                      | J           |
| Welcome to Pia Carrot 2.5                                                   | 2001 | Stack                                               | Interchannel                      | J           |
| Welcome to Pia Carrot 3                                                     | 2003 | Flight-Plan                                         | Interchannel                      | J           |
| Wetrix Plus                                                                 | 2000 | Zed Two                                             | Xicat Interactive                 | EU          |
| What's Shenmue                                                              | 1999 | Sega AM-2                                           | Sega                              | J           |
| Who Wants to Be a Millionaire?                                              | 2000 | Hothouse Creations Ltd.                             | Eidos Interactive                 | E           |
| Who Wants to Beat Up a Millionaire?                                         | 2000 | Hypnotixc Inc.                                      | Simon & Schuster Interactive      | U           |
| Wild Metal Country                                                          | 2000 | DMA Design                                          | Rockstar Games                    | EU          |
| Wind: A Breath of Heart                                                     | 2003 | Koei                                                | Koei                              | J           |
| Wind and Water: Puzzle Battles                                              | 2008 | Yuan Works                                          | Redspotgames                      | JU          |
| Winning Post 4: Program 2000                                                | 2003 | Minori                                              | Alchemist                         | J           |
| World Neverland Plus: The Olerud Kingdom Stories                            | 1999 | Riverhill Software                                  | Riverhill Software                | J           |
| World Neverland Plus 2: Puruto Republic Story                               | 2000 | Riverhill Software                                  | Riverhill Software                | J           |
| World Series Baseball 2K1                                                   | 2000 | WOW Entertainment                                   | Sega                              | JU          |
| World Series Baseball 2K2                                                   | 2001 | Visual Concepts                                     | Sega                              | JU          |
| Worms Armageddon                                                            | 1999 | Team17                                              | MicroProse                        | EU          |
| Worms World Party                                                           | 2001 | Team17                                              | Titus Software                    | EU          |
| WWF Attitude                                                                | 1999 | Acclaim                                             | Acclaim                           | EU          |
| WWF Royal Rumble                                                            | 2000 | Yuke's                                              | THQ                               | EJU         |
| Xtreme Sports                                                               | 2000 | Innerloop Studios                                   | Infogrames                        | U           |
| Yu Suzuki Game Works Vol. 1                                                 | 2001 | Sega AM-2                                           | Sega                              | J           |
| Yume Baken '99 Internet                                                     | 1999 | Shangri-La                                          | Shangri-La                        | J           |
| Yume no Tsubasa: Fate of Heart                                              | 2001 | KID                                                 | KID                               | J           |
| Yukyu Gensoukyoku 3: Perpetual Blue                                         | 1999 | MediaWorks                                          | MediaWorks                        | J           |
| Yuki Katari                                                                 | 2002 | Takuyo                                              | Takuyo                            | J           |
| Yoshia no Oka de Shin Koron de...                                           | 2001 | Naxat Soft                                          | Naxat Soft                        | J           |
| Zero Gunner 2                                                               | 2001 | Psikyo                                              | Psikyo                            | J           |
| Zombie Revenge                                                              | 1999 | Sega                                                | Sega                              | EJU         |
| Zusar Vasar                                                                 | 2000 | Real Vision Inc.                                    | Real Vision Inc.                  | J           |

| Ábécé szerinti tartalomjegyzék                      |
| --------------------------------------------------- |
| A B C D E F G H I J K L M N O P Q R S T U V W X Y Z |